# Mesure banale de grains en pierre
La mesure banale de grains en pierre est une balance publique en pierre servant à peser les volumes de grains. Elle est exposée à l'angle des rues Catinat et Colonel-Cabrié à Mont-Dauphin dans les Hautes-Alpes en France.
Elle est inscrite au titre des monuments historiques depuis 1944.